# Peugeot DMA
Peugeot DMA — лёгкий грузовой автомобиль, выпускавшийся серийно фирмой Peugeot в 1941—46 годах.

## История создания
Peugeot DMA — первый грузовик Peugeot бескапотной компоновки. Подобная компоновка, пионером которой во Франции стал выпускавшийся с 1939 года Citroën TUB, позволяла увеличить длину грузового пространства и давала водителю хороший обзор дороги, но одновременно уменьшала объём кабины, внутри которой размещался двигатель; также слабой стороной заднеприводных автомобилей Пежо была невозможность установки достаточно низко расположенного кузова, который был отличительной особенностью переднеприводных грузовиков Citroën.
В первые годы выпуска DMA Франция пребывала под немецкой оккупацией, а сам завод Пежо находился в так называемой «Запретной зоне», граничившей с Швейцарией на востоке и оккупированной Северной Францией на западе. Большая часть выпущенных с марта 1941 по сентябрь 1944 года 15.309 грузовиков досталась Вермахту. В первые послевоенные годы, когда финансирование новых разработок было ограничено, выпуск Peugeot DMA продолжился; в частности, они использовались местными пожарными командами.
Бензиновый двигатель объёмом 2142 куб.см, доставшийся грузовику от легковой Peugeot 402, мог быть модифицирован под газогенератор, работавший на древесном угле; эта технология, разрабатывалась фирмой Peugeot в преддверии войны и связанным с ней возможным дефицитом нефтепродуктов.
На этой модели, получившей индекс DMAG и выпущенной в количестве около 300 экземпляров, устанавливались французские газогенераторы Gohin-Poulenc или немецкие Imbert. Известны также незначительно модифицированные грузовики, выпускавшиеся на внутренний рынок в 1941-42 гг под наименованием Q5A и Q5AG.
Заявленная фирмой максимальная мощность составляла 50 л.с., а скорость — 70 км/ч. Грузоподъёмность — 2,000 кг.
С сентября 1946 выпускалась модель DMAH (freins hydraulique), с гидравлическим приводом тормозной системы. Всего с июня 1945 было выпущено около 8.000 автомобилей.
В 1948 году DMAH сменил на конвейере сходный с ним Peugeot Q3A, а двумя годами позже нишу коммерческих грузовиков занял фургон Peugeot D3, разработанный в 40-х гг фирмой Chenard-Walcker, активы и разработки которой, побывав в распоряжении общества Chausson, к 1950-му году перешли в собственность компании Peugeot.

## В игровой и сувенирной индустрии
Известны модели Peugeot DMA в масштабах 1:72 (чешский Retromodel; No7208), 1:43 (IXO Models, Norev, Cofradis), 1:35 (Fonderie Miniature, JMP).